# Hans-Joachim Dose
Hans-Joachim Dose (* 28. Dezember 1956 in Hameln) ist ein deutscher Jurist. Er war von Dezember 2003 bis Oktober 2022 Richter am Bundesgerichtshof, ab Juni 2012 als Vorsitzender Richter.

## Leben und Wirken
Sein Abitur bestand er 1976 am Schiller-Gymnasium Hameln. Nach Ableistung seiner Wehrpflicht begann er 1978 das Studium der Rechtswissenschaften an der Universität Göttingen, wo er 1983 das erste juristische Staatsexamen bestand.
Nach dem Referendariat in der niedersächsischen Justiz bestand er 1986 sein zweites juristisches Staatsexamen in Hannover. Danach war er als wissenschaftlicher Mitarbeiter an der Universität Göttingen tätig.
Er wurde im Oktober 1986 als Richter auf Probe in die niedersächsische Justiz eingestellt und war in der Folgezeit bei der Staatsanwaltschaft Hannover, dem Landgericht Hannover, dem Amtsgericht Einbeck und dem Landgericht Göttingen tätig.
Im August 1990 wurde er zum Richter am Amtsgericht in Einbeck ernannt, wo er u. a. in Familiensachen und Vormundschaftssachen tätig war. Von 1995 bis 1997 wurde er als wissenschaftlicher Mitarbeiter an den Bundesgerichtshof abgeordnet. Dort war er zunächst dem u. a. für das Familienrecht zuständigen XII. Zivilsenat zugeordnet, bevor er ab Mitte 1996 in der Präsidialverwaltung eingesetzt wurde.
Zum 1. Januar 1998 wechselte er als Richter am Oberlandesgericht an das Oberlandesgericht Celle. Dort war er zunächst in dem für Familiensachen zuständigen 18. Zivilsenat tätig. Später wechselte er in den 20. Zivilsenat und wurde daneben in der Präsidialverwaltung mit Aufgaben der Gesetzgebung, neuen Steuerungsmodellen wie Kosten-Leistungs-Rechnung und Budgetierung sowie Richterpersonalien eingesetzt.
Am 10. Dezember 2003 wurde er zum Richter am Bundesgerichtshof ernannt, wo er dem u. a. für Familiensachen zuständigen XII. Zivilsenat zugewiesen war. Seit Juli 2009 war er dessen stellvertretender Vorsitzender. Im Juni 2012 wurde er zum Vorsitzenden des XII. Zivilsenats ernannt. Seit 2017 war er stellvertretender Vorsitzender des Dienstgerichts des Bundes. Dose trat am 31. Oktober 2022 in den Ruhestand. Seit Januar 2023 ist er als Rechtsanwalt zugelassen.